# Przybrodzie (województwo pomorskie)
Przybrodzie (kaszb. Przëbrodzé, niem. Grünhagen) – zniesiona osada w Polsce położona w województwie pomorskim, w powiecie słupskim, w gminie Główczyce.
W latach 1975–1998 miejscowość administracyjnie należała do województwa słupskiego.

## Nazwa
Nazwa miejscowości jest tzw. chrztem nazewniczym i ma charakter pseudotopograficzny. Powstała przez dodanie do nazwy pospolitej bród cyrkumfiksu przy- -′e. Pierwotna niemiecka nazwa Grünhagen ma charakter topograficzny i jest złożeniem dwóch elementów: przymiotnika grün „zielony” i nazwy pospolitej Hagen „zarośla, łąka”.
Rada Języka Kaszubskiego proponuje opartą na polskiej kaszubską formę nazwy Przëbrodzé.